# All In (мініальбом Stray Kids)
All In (стилізується як ALL IN) — перший японський мініальбом південнокорейського гурту Stray Kids. Цифровий реліз мініальбому відбувся 27 жовтня, а фізичний — 4 листопада 2020. Заголовна композиція «All In» була випущена 20 жовтня 2020 року. Цей мініальбом також включає японську версію «God's Menu (神メニュー; Kami Me'nyū)» та «Back Door», і випущений попередньо сингл «Top». Він досяг другого місця в тижневому чарті Oricon Albums Chart з 48,916 проданими копіями і другого місця в чарті Billboard Japan Hot Albums Chart.

## Просування

### До релізу мініальбомаAll In
Новина про реліз першого японського мініальбому з'явилася 25 вересня 2020 року, у цей же день були опубліковані групові фото тизери, які стали обкладинками до фізичних альбомів, також був представлений список композицій. Пре-реліз пісні та музичного відео God's Menu -Japanese ver.- відбувся 7 жовтня, а 13 жовтня пройшов пре-реліз композиції «Back Door -Japanese ver.-». Заголовна композиція, «All In» стала доступна для прослуховування на цифрових платформах 20 жовтня, того ж дня було опубліковано музичне відео на японському YouTube каналі Stray Kids. У день релізу фізичного альбому, Stray Kids влаштували онлайн вечірку, яка пройшла на японському каналі соціальної платформи TikTok.

### Після релізу мініальбомуAll In
Після виходу композиції гурт виступав з нею, та іншими японськими синглами, що вийшли раніше, на різних японських шоу: CDTV Live Live, Music Station, Buzz Rhythm 02 та Love Music. Також разом із Пак Джи Ньоном (JYP) гурт дав інтерв'ю для Abema TV.
31 жовтня вийшло «All In» Relay Dance (Halloween ver.)

### Реліз сингла «All In» корейською мовою
Реліз корейської версії «All In», у якості цифрового сингла, відбувся 26 листопада, Stray Kids представили танцювальну практику до корейської версії композиції «All In» того ж дня. Гурт, у якості промоцій композиції, виступив на Music Bank (27 листопада), Show! Music Core (28 листопада), Inkigayo (29 листопада).

## Про мініальбом «All In»
До мініальбому увійшло 7 композицій. «God's Menu 神メニュー» та «Back Door», які були випущені корейською мовою в альбомі Go Live та репак-альбомі In Life, також сингли «Top» та «Slump», які стали саундтреками до аніме «Вежа бога». Крім того, до альбому увійшли три нові композиції японською мовою.
1. «All In» (укр. «поставити все зразу»), у композиції є рядок «немає результатів по запиту „зупинитися“», який говорить про те, що у словнику Stray Kids просто не існує такого слова як «стоп». Так само як і в назві композиції вони поставили все на свою творчість. Stray Kids від самого початку були готові віддавати себе повністю музиці та її створенню, тим самим ділитися зі слухачами своєю впевненістю та ентузіазмом, що так яскраво виражає сама композиція[15].
2. «Fam» (неформально в перекладі з англ. «сім'я людини») композиція, яка знайомить нас з всіма учасниками гурту Stray Kids. Тут вони по черзі представляють один одного слухачам, розповідаючи певні факти, через які кожен з них є найбільш впізнаваним.
3. «One Day» (укр. «одного дня»), лірика із композиції дуже схожа на запис із щоденника, в якій йдеться про звичайний день та звичайні роздуми, про прості почуття, які викликають звичні речі.
4. «God's Menu 神メニュー» (Japanese version)[b] — якщо порівнювати список композицій з меню, то ця пісня є основною стравою. Вона має багато смаків: спочатку ти відчуваєш гостроту; далі йде куплет і в нього солоний присмак; а перед хуком ви відчуваєте смак солодощів через сентиментальну мелодію. Це наче пробувати шари різних смаків. У музичному відео присутня кулінарна метафора, яка підкріплюється харизматичною хореографією, що демонструє змішування, подрібнення інгредієнтів, додавання приправ до своїх «страв» через плече та ін.
5. «Back Door» (Japanese version) — коли заходиш в будь-яку будівлю, майже усюди ми бачимо знаки «Посторонім заходити заборонено» або «Вхід тільки для персоналу», але тобі цікаво і хочеться туди увійти. Там може бути небезпечно, а може там є якась таємниця, але саме там і знаходяться Stray Kids, вони у цьому секретному місці, яке так всіх цікавить.
6. «Top» (Japanese version) — саундтрек до аніме «Вежа бога», що висловлює бажання героя вижити та досягти вершини у своїх пригодах.
7. «Slump» (Japanese version) — це композиція про спад і тривоги, які змушують вас відчувати, що ви втрачаєте впевненість. У неї вкладені образи та емоції втоми після пережитого у минулому та страх залишитися одному, так і не діставшись до свого місця призначення.

## Формати

### Реліз на фізичних носіях
| Перше лімітне видання | Перше лімітне видання | Перше лімітне видання | Стандартна версія |
| Версія А              | Версія В              | Версія С              | Стандартна версія |
| --------------------- | --------------------- | --------------------- | ----------------- |
| ● CD                  | ● CD                  | ● CD                  | ● CD              |
| ● DVD                 | ● DVD                 | ● DVD                 | ● Фотокартка      |
| ● Фотокнига           | ● Фотокнига           | ● Zine                | ● Серійний номер  |
| ● Фотокартка          | ● Фотокартка          | ● Фотокнига           |                   |
| ● Серійний номер      | ● Серійний номер      | ● Фотокартка          |                   |
|                       |                       | ● Серійний номер      |                   |

### Цифровий реліз
|                           |
| ● Цифрова обкладинка      |
| ● Сім цифрових композицій |

## Список композицій та усіх кредитів до них
Кредити до пісень були взяті з сайту MelOn та офіційного японського сайта Stray Kids.
| CD    | CD                                          | CD                                               | CD                                            | CD                                                | CD         |
| #     | Назва                                       | Автор слів                                       | Автор музики                                  | Аранжування                                       | Тривалість |
| ----- | ------------------------------------------- | ------------------------------------------------ | --------------------------------------------- | ------------------------------------------------- | ---------- |
| 1.    | «All In»                                    | J.Y. Park «The Asiansoul» 3Racha [ c ] KM-MARKIT | J.Y. Park «The Asiansoul» 3Racha              | J.Y. Park «The Asiansoul» Lee Hae-sol             | 3:07       |
| 2.    | «Fam»                                       | 3Racha KM-MARKIT                                 | 3Racha Versachoi                              | Бан Чан (3Racha) Versachoi                        | 3:35       |
| 3.    | «One Day»                                   | Чанбін (3Racha) Lee Jun-seok KM-MARKIT           | Чанбін (3Racha) Бан Чан (3Racha) Lee Jun-seok | Бан Чан (3Racha) Lee Jun-seok                     | 3:13       |
| 4.    | «God's Menu» (神メニュー; Japanese version) | 3Racha KM-MARKIT                                 | 3Racha Versachoi                              | Versachoi                                         | 3:59       |
| 5.    | «Back Door» (Japanese version)              | 3Racha KM-MARKIT                                 | 3Racha HotSause                               | HotSause Бан Чан (3Racha)                         | 3:11       |
| 6.    | «Top» (Japanese version)                    | Armadillo (3Racha) KM-MARKIT                     | Armadillo (3Racha) Rangga Gwon Yeong-chan     | Armadillo Бан Чан (3Racha) Rangga Gwon Yeong-chan | 3:08       |
| 7.    | «Slump» (Japanese version)                  | Хан (3Racha) KM-MARKIT                           | Хан (3Racha) Бан Чан (3Racha)                 | Бан Чан (3Racha)                                  | 2:16       |
| 21:20 |                                             |                                                  |                                               |                                                   |            |

| DVD (Перше лімітне видання, версія А) | DVD (Перше лімітне видання, версія А)                  | DVD (Перше лімітне видання, версія А) |
| #                                     | Назва                                                  | Тривалість                            |
| ------------------------------------- | ------------------------------------------------------ | ------------------------------------- |
| 1.                                    | «Jacket Shooting Making Movie»                         |                                       |
| 2.                                    | «「ALL IN」 Music Video Making Movie» (Relay Cam ver.) |                                       |

| DVD (Перше лімітне видання, версія В) | DVD (Перше лімітне видання, версія В)                                                                       | DVD (Перше лімітне видання, версія В) |
| #                                     | Назва | Тривалість                            |
| ------------------------------------- | --- | ------------------------------------- |
| 1.                                    | «「神メニュー -Japanese ver.-」 Music Video title2=「神メニュー -Japanese ver.-」 Music Video Making Movie» |                                       |
| 3.                                    | «「TOP -Japanese ver.-」 Music Video»                                                                       |                                       |
| 4.                                    | «「TOP -Japanese ver.-」 Music Video Making Movie»                                                          |                                       |

## Чарти

### Результати на тижневих чартах
| Країна | Чарт (2020)                        | Найвища позиція |
| ------ | ---------------------------------- | --------------- |
| Японія | Japanese Albums (Oricon)           | 2               |
| Японія | Japan Hot Albums (Billboard Japan) | 2               |

### Результати в чартах на кінець року
| Країна | Чарт (2020)                        | Найвища позиція |
| ------ | ---------------------------------- | --------------- |
| Японія | Japanese Albums (Oricon)           | 64              |
| Японія | Japan Hot Albums (Billboard Japan) | 65              |

## Сертифікації
| Регіон                                             | Сертифікація | Продажі  |
| -------------------------------------------------- | ------------ | -------- |
| Японія (RIAJ)                                      | Золотий      | 100 000^ |
| ^відвантаження, що базуються лише на сертифікаціях |              |          |

## Історія реліза
| Регіон         | Дата             | Формат                  | Лейбл       |
| -------------- | ---------------- | ----------------------- | ----------- |
| Південна Корея | 27 жовтня 2020   | Цифровий реліз стрімінг | JYP Dreamus |
| Світовий       | 27 жовтня 2020   | Цифровий реліз стрімінг | Epic Japan  |
| Японія         | 4 листопада 2020 | CD CD+DVD               | Epic Japan  |

## Нотатки
1. ↑  Relay в перекладі на українську означає «естафета», в цьому випадку гурт танцював хореографію «All In» один за одним, вишикувавшись в одну лінію.
2. ↑  «神メニュー» на українську «Боже меню».
3. ↑  3Racha стилізується як 3RACHA - мається на увазі, що всі учасники (Бан Чан, Чанбін, Хан) продюсерської команди брали участь.